# Arbyrd, Missouri
Arbyrd, Missouri (енгл. Arbyrd) град је у америчкој савезној држави Мисури.

## Демографија
По попису из 2010. године број становника је 509, што је 19 (-3,6%) становника мање него 2000. године.
| Група             | 2000.       | 2010.       |
| Белци             | 515 (97,5%) | 462 (90,8%) |
| Афроамериканци    | 1 (0,2%)    | 0 (0,0%)    |
| Азијати           | 0 (0,0%)    | 0 (0,0%)    |
| Хиспаноамериканци | 6 (1,1%)    | 42 (8,3%)   |
| Укупно            | 528         | 509         |